# Distenia metallica
Distenia metallica är en skalbaggsart som beskrevs av Jean François Villiers 1958. Distenia metallica ingår i släktet Distenia och familjen långhorningar. Inga underarter finns listade i Catalogue of Life.